# Лейк-Цюрих (Іллінойс)
Лейк-Цюрих (англ. Lake Zurich) — селище (англ. village) в США, в окрузі Лейк штату Іллінойс. Населення — 19 759 осіб (2020).

## Географія
Лейк-Цюрих розташований за координатами 42°11′42″ пн. ш. 88°5′16″ зх. д. / 42.19500° пн. ш. 88.08778° зх. д. (42.194877, -88.087773).  За даними Бюро перепису населення США в 2010 році селище мало площу 18,60 км², з яких 17,52 км² — суходіл та 1,08 км² — водойми.

## Демографія
Згідно з переписом 2010 року, у селищі мешкала 19 631 особа в 6563 домогосподарствах у складі 5361 родини. Густота населення становила 1055 осіб/км².  Було 6789 помешкань (365/км²).
Расовий склад населення:
| - 86,7 % — білих - 7,4 % — азіатів - 1,0 % — чорних або афроамериканців - 0,1 % — вихідців з тихоокеанських островів - 0,1 % — корінних американців - 3,2 % — осіб інших рас |

До двох чи більше рас належало 1,7 %. Частка іспаномовних становила 7,7 % від усіх жителів.
За віковим діапазоном населення розподілялося таким чином: 28,8 % — особи молодші 18 років, 63,2 % — особи у віці 18—64 років, 8,0 % — особи у віці 65 років та старші. Медіана віку мешканця становила 38,6 року. На 100 осіб жіночої статі у селищі припадало 97,6 чоловіків;  на 100 жінок у віці від 18 років та старших — 93,9 чоловіків також старших 18 років.
Середній дохід на одне домашнє господарство  становив 123 870 доларів США (медіана — 108 669), а середній дохід на одну сім'ю — 136 994 долари (медіана — 121 700). Медіана доходів становила 78 528 доларів для чоловіків та 58 659 доларів для жінок. За межею бідності перебувало 4,0 % осіб, у тому числі 6,5 % дітей у віці до 18 років та 3,5 % осіб у віці 65 років та старших.
Цивільне працевлаштоване населення становило 10 980 осіб. Основні галузі зайнятості: освіта, охорона здоров'я та соціальна допомога — 19,5 %, виробництво — 14,3 %, науковці, спеціалісти, менеджери — 13,8 %.